# سعد إشلالين
سعد إشلالين (من مواليد 27 مارس 1987 في سان دوني، فرنسا) مدرب كرة قدم فرنسي جزائري. ولاعب كرة قدم محترف سابق.

## مشواره
وصل إشلالين إلى صفوف الناشئين في باريس سان جيرمان وكان قائد الفريق الاحتياط. كان أيضًا عضوًا في فريق باريس سان جيرمان الذي توج بلقب بطل فرنسا تحت 18 عام 2006. مَثّل الجزائر تحت 20 سنة.

### أكاديمية باريس سان جيرمان للشباب
انضم سعد إشلالين إلى أكاديمية الشباب في باريس سان جيرمان في سن 12 وظل حتى سن 20. كلاعب شاب ، لعب إشلاشن في جميع فئات شباب باريس سان جرمان ولعب 71 مباراة مع فريق باريس سان جرمان الثاني. كان قائد فريق باريس سان جرمان ب وفريق U18 الذي توج بطلاً لفرنسا في 2006.

### نيم أولمبيك
في 11 نوفمبر 2007، وقع مع المنتخب الوطني نيم أولمبيك. خلال الأشهر الستة الأولى له مع النادي، خاض 17 مباراة وحل نيم في المركز الثالث في الدوري ليفوز بالصعود مرة أخرى إلى الدوري الفرنسي الدرجة الثانية. لعب في الموسمين التاليين ، بسبب الإصابة المتكررة ، 12 مباراة فقط وغادر النادي في نهاية موسم 2009-10 من الدوري الفرنسي الدرجة الثانية.

### اتحاد الجزائر
في يناير 2011، وقع إشلالين عقدًا لمدة 18 شهرًا مع نادي اتحاد الجزائر. لكنه لا يزال غير قادر على التعافي من إصابته، فلعب 4 مباريات فقط للنادي وقرر إنهاء مسيرته الاحترافية.
قطع مسيرته مع إصابة في سن الـ24.

## التدريب

### أكاديمية باريس سان جيرمان للشباب
في عام 2012، عُين سعد إشلالين مدربًا رئيسًا لأكاديمية باريس سان جيرمان للشباب "Centre de Préformation". وبقى في المنصب 4 سنوات حتى موسم 2016.

### ماليزيا - البرنامج الوطني لتطوير كرة القدم (NFDP)
عُين إشلالين مسؤولًا عن منهجية التدريب وتحديد المواهب من 2016 إلى 2018 للبرنامج الوطني لتطوير كرة القدم (NFDP).
في يناير 2019 ، عُين مدربًا ومديرًا فنيًا للبرنامج الوطني لتطوير كرة القدم (NFDP) .

## روابط خارجية
- سعد إشلالين على موقع رابطة كرة القدم الفرنسية للمحترفين (الإنجليزية)
- سعد إشلالين على موقع قاعدة بيانات كرة القدم.إي يو (الإنجليزية)
- سعد إشلالين على موقع ليكيب (الفرنسية)